# Побережець Сергій Петрович
Сергій Петрович Побережець (нар. 1977, смт Тростянець, Вінницька область) — український військовослужбовець, підполковник Збройних сил України, учасник російсько-української війни. Герой України (2022).

## Життєпис
Родом з Вінниччини.
Навчався в Тростянецькій загальноосвітній школі № 2. Має вищу військову освіту.
Учасник АТО/ООС.
Станом на жовтень 2022 року підполковник Сергій Побережець керує роботою зенітного ракетного дивізіону Збройних сил України, який забезпечує прикриття важливих військових та інфраструктурних об'єктів держави. Під його командуванням у квітні 2022 року було відновлено ракетну техніку зенітного ракетного дивізіону, який знищує ворожі повітряні цілі. 10 жовтня 2022 року, під час масованого ракетного удару по території України, підрозділ знищив чотири крилаті ракети та шість БПЛА типу Shahed-136, при цьому жодна повітряна ціль не пройшла через зону ураження дивізіону в напрямку міста Києва та об’єктів, що прикриваються.

## Нагороди
- звання Герой України з врученням ордена «Золота Зірка» (14 жовтня 2022) — за особисту мужність і героїзм, виявлені у захисті державного суверенітету та територіальної цілісності України[2];
- почесний громадянин Уманської міської територіальної громади (11 січня 2023)[3].